# Пшеничне (Білгород-Дністровський район)
Пшени́чне — село Петропавлівської сільської громади Білгород-Дністровського району Одеської області, Україна. Населення становить 439 осіб.
1945 року с. Морузени перейменоване на с. Михайлівка.
28.03.1977 р. с. Михайлівка перейменована на с. Пшеничне.

## Населення
Згідно з переписом УРСР 1989 року чисельність наявного населення села становила 413 осіб, з яких 180 чоловіків та 233 жінки.
За переписом населення в селі мешкало 439 осіб.

### Мова
Розподіл населення за рідною мовою за даними перепису 2001 року:
| Мова       | Відсоток |
| ---------- | -------- |
| українська | 57,40 %  |
| молдовська | 28,02 %  |
| російська  | 12,53 %  |
| болгарська | 0,68 %   |
| гагаузька  | 0,46 %   |
| вірменська | 0,23 %   |
| інші       | 0,68 %   |